# Paolo Salvatore
Paolo Salvatore Meli Pastorella (Sicilia, Italia; 27 de enero de 1941 - Santiago, Chile; 3 de julio de 2007) fue un cantante italiano nacionalizado chileno, conocido por sus éxitos veraniegos pegadizos y simples.

## Biografía
Nació en Italia en 1940 y llegó a Chile a los ocho años de edad junto con su familia, entre ellos su primo y pariente más cercano Sergio Meli Grosso.
Se casó en dos ocasiones: en Chile, con la periodista María Inés Sáez, con quien tuvo dos hijas, y en España en 1995 con la ex Miss Euskadi, Pilar Orive, con quien tuvo un hijo, Lazlo. Pasaba el verano boreal en España y el verano austral en Chile.
Comenzó su carrera artística en los años 1970. Era tanto su carisma que Mario Kreutzberger (Don Francisco) no dudó en convertirlo en artista «obligado» del programa Sábados gigantes, que entonces era el programa familiar más exitoso de la televisión chilena, junto con el espacio televisivo de Enrique Maluenda, Sábados en el 9. A sus fanes les encantaba mucho su timbre de voz y también el estilo de sus canciones, alegres y simples.
En el verano de 1975 decidió concursar en el XVI Festival Internacional de la Canción de Viña del Mar, donde ganó la "Gaviota de Plata" al mejor intérprete con la canción «Es de noche ya», de los autores Reinaldo Tomás Martínez y Luis Miguel Silva.
Para continuar con su carrera artística, en la década de 1980 se trasladó a España, donde tuvo una brillante carrera artística, logrando ser reconocido como cantante de la línea del francés Georgie Dann y del argentino Luis Aguilé.
A principios de la década de 2000, regresó a Chile, donde se dedicó a los negocios con una línea de cremas capilares, champús y perfumes. Retomó su carrera musical y se convirtió en ícono del movimiento kitsch. En 2006 tuvo una fuerte recaída de su salud, pues se le detectó, tras una semana de fuertes dolores de cabeza, un tumor cerebral maligno, que le obligó a ser hospitalizado en una clínica el 17 de abril del mismo año.
A las dos de la mañana (hora local) del 3 de julio de 2007, falleció a los 66 años, víctima de un tumor cerebral, en Santiago de Chile, donde sus restos fueron incinerados.

## Algunas canciones
- «La ladrona»
- «El biquini amarillo»
- «Es noche ya»
- «El tomavistas»
- «La playa está vacía»
- «No puedo estar sin ti» (1982)
- «El toro y la luna»
- «Abrázame y quiéreme»
- «Yo necesito»
- «Llorando se fue»
- «Casado pero lolero»
- «Hay un lugar para los dos»